# Fuga de ideias
A fuga de ideias é um tipo de transtorno da velocidade de pensamento caracterizada pela variação incessando do tema do pensamento e uma dificuldade de atingir uma conclusão, causada pelo fato de toda ideia ser comprometida por uma nova ideia recém-formada substituindo o objetivo do pensamento em curso pelo da ideia secundária.
Esta mudança geralmente ocorre em alta velocidade antes do primeiro assunto ter terminado, podendo ocorrer no meio de uma frase, tornando os discursos pouco ou nada inteligíveis.
As características mais comuns são:
- Desordem e falta aparente de finalidade dos processos intelectuais: mesmo quando há certa relação entre os conceitos, o conjunto carece de sentido e de significado;
- Predomínio de associações disparatados;
- Distraibilidade. Facilidade de se desviar do curso do pensamento sob a influência dos estímulos exteriores;
- Frequente aceleração do ritmo da expressão verbal.

A fuga de ideias normalmente está associada a aceleração do psiquismo, ou taquipsiquismo, estado afetivo comumente encontrado na hipomania ou mania, ou seja, euforia. Seria como se a produção de ideias superasse a capacidade de verbalizá-las.